# Till dig, o milde Jesu Krist
Till dig, o milde Jesu Krist är en nattvardspsalm av Svante Alin.
Melodin är en tonsättning ur Ain schöns newes Christlichs Lyed från 1530, enligt Koralbok för Nya psalmer, 1921 med årtalet 1697 satt inom parentes eftersom melodins ursprungliga tonsättning förändrades något för 1697 års koralbok. Samma melodi används till psalmen Kom, Helge Ande, till mig in (1819 nr 138) med flera.

## Publicerad som
- Nr 558 i Nya psalmer 1921, tillägget till 1819 års psalmbok, under rubriken "Kyrkan och nådemedlen: Nattvardspsalm för sjuka".
- Nr XV i 1937 års psalmbok under rubriken "Psalmer att läsas".